# Petar Premović
Petar Premović (ur. 12 września 1994 w Rašce) – serbski siatkarz, grający na pozycji atakującego. 

## Sukcesy klubowe
Liga serbska:
- 2017[6]
- 2016
- 2012, 2013

Superpuchar Serbii:
- 2015[7]

Superpuchar Bułgarii:
- 2022

Liga rumuńska:
- 2025[8]